# Janus press
Janus press war ein Buchverlag in Berlin von 1990 bis 2012. Er wurde von Gerhard Wolf unter Beteiligung von Christa Wolf geführt.

## Geschichte
Anfang 1990 gründete der Schriftsteller Gerhard Wolf den Verlag Gerhard Wolf Janus press in Ostberlin. Er ließ sich anfangs von dem ebenfalls neuen Verlag BasisDruck technisch unterstützen. Gerhard Wolf verlegte vor allem Texte junger Lyriker, deren schriftstellerische Entwicklung er fördern wollte und die er teilweise schon vorher in der experimentellen Buchreihe Außer der Reihe im Aufbau Verlag verlegt hatte. In den folgenden Jahren wurden auch Grafiken zeitgenössischer Künstler herausgegeben.
Von 2004 ist die letzte Neuerscheinung feststellbar. 2011 wurde mit der Auflösung des Verlages begonnen, die am 6. März 2012 vollzogen wurde.

## Publikationen (Auswahl)
Im Verlag Janus press wurden Texte von und über Christa Wolf sowie von Bert Papenfuß-Gorek, Jan Faktor, Gabriele Stötzer-Kachold, Herta Müller, Volker Braun, Elke Erb, Franzobel, Otl Aicher, Róža Domašcyna, Mita Schamal, Lutz Seiler, Frank Lanzendörfer,  Friederike Kempner, Evgen Bavčar, Oleg Jurjew, Raja Lubinetzki, Gino Hahnemann, Gerhard Wolf und anderen verlegt. Außerdem erschienen Grafiken und Bilder von Hartwig Hamer, Angela Hampel und anderen.
Es gab die gesonderte Edition Pixis; auch die Literaturzeitschrift Moosbrand (1996) wurde dort verlegt. 
Am erfolgreichsten war der Ausstellungskatalog Unsere Freunde, die Maler über die Bildersammlung von Gerhard und Christa Wolf, der 1995 in zwei Auflagen erschien. Herausgegeben wurde auch Claus Löser, Karin Fritzsche (Hrsg.): Filmische Subversion in der DDR 1976–1989, 1996.